# Meaux
Meaux je drugi najveći grad u departmanu Seine-et-Marne koji se nalazi u pokrajini Île-de-France, Francuskoj. Prema popisu stanovništva iz 2016. Meaux je imao 56,249 stanovnika s gustoćom naseljenosti od 3800 stanovnika po kilometru2.